# Воробей Петро Петрович
Петро Петрович Воробе́й (27 травня 1962, село Вільне Дубровицького району Рівненської області) — український журналіст, письменник. Лауреат премії імені Якова Гальчевського «За подвижництво у державотворенні» у номінації «За літературну діяльність» (2013) .

## Біографія
1985 року закінчив факультет журналістики Київського університету. Нині живе і працює в Хмельницькому. Перший заступник редактора газети «Подільські вісті».
Депутат Хмельницької обласної ради. Член депутатської фракції політичної партії ВО «Батьківщина». Член депутатської групи «НАРОДНА РАДА». Секретар постійної комісії з питань регламенту, організації роботи обласної ради, депутатської діяльності та етики.
Петро Воробей і народний депутат України Олександр Абдуллін 2012 року видали роман, що складається з двох частин: «Заграва» та «Відблиск» (Чернівці: Букрек, 2012. — 488 с. і 480 с.). На прикладі головних героїв — трьох братів Орленків — простежено довгий і звивистий шлях, який пройшли українці в пошуках волі. Наклад кожної частини — 1000 примірників.